# LG Group

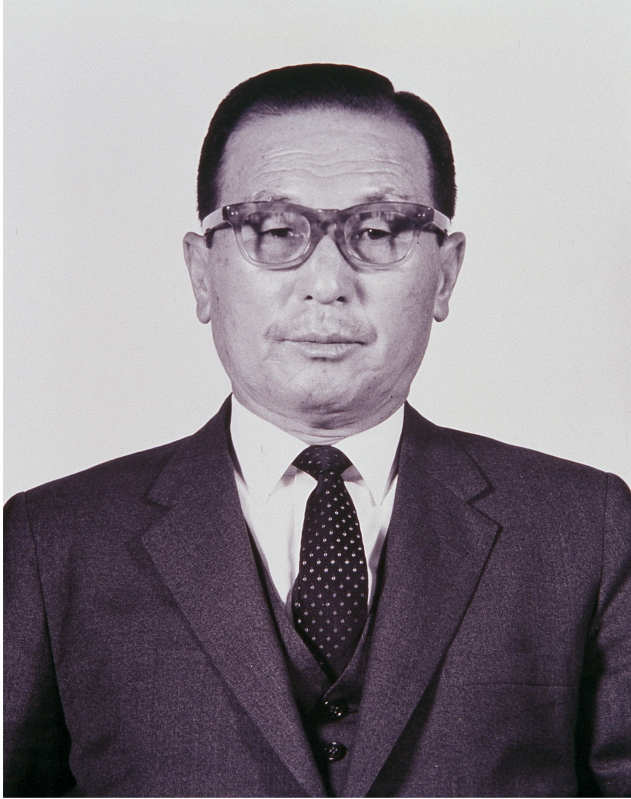
Mitgründer Koo In-Hwoi

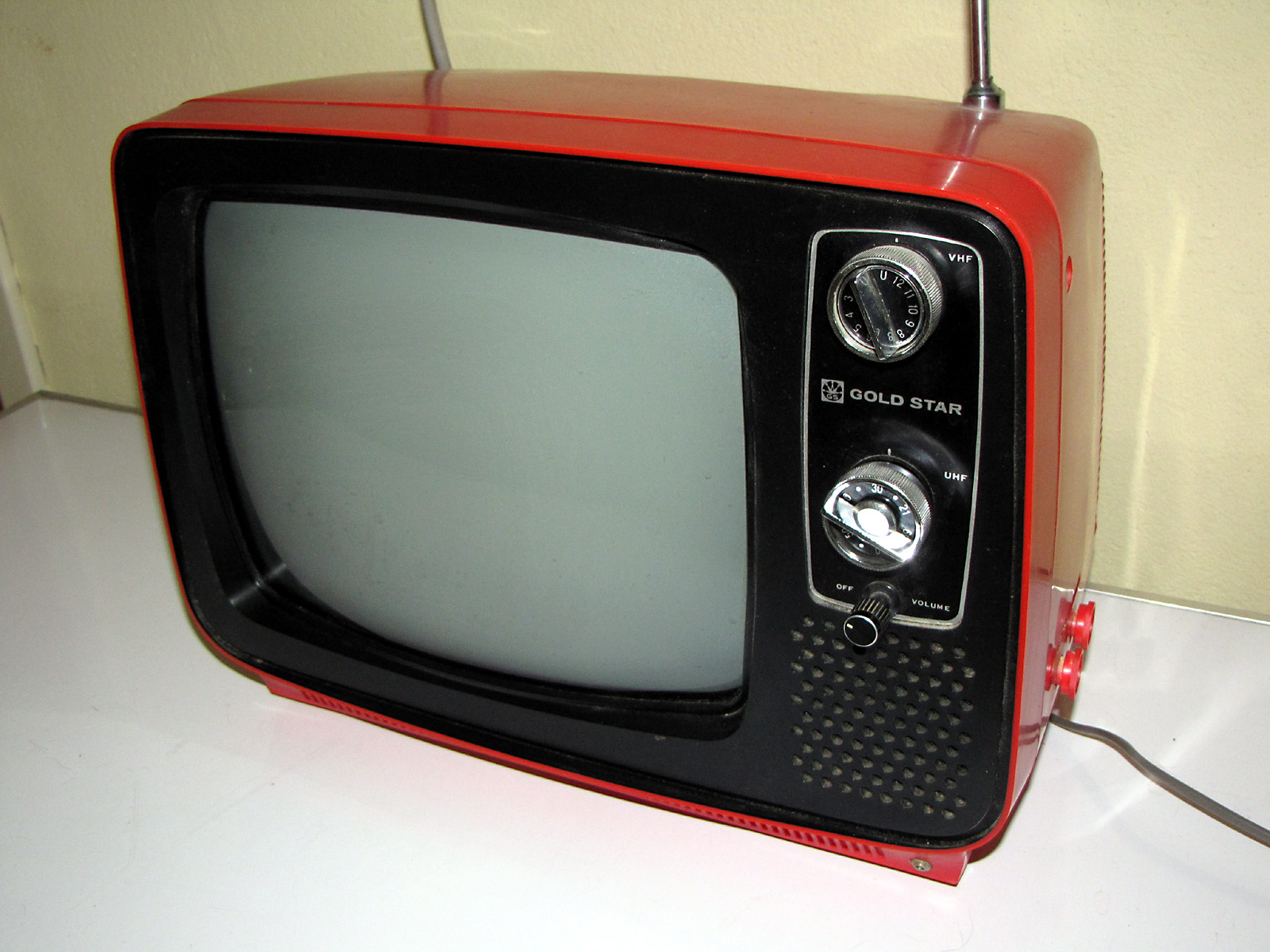
Goldstar Schwarz-Weiß-Fernseher

Die LG Group ist ein Mischkonzern aus Südkorea mit Firmensitz in Seoul. In Europa ist vor allem die Tochter LG Electronics bekannt. LG ist eines der fünf größten Konglomerate Südkoreas.

## Geschichte
Das koreanische Unternehmen, das heute zu den weltweit führenden Elektronikkonzernen zählt, wurde 1947 von In-hwoi Koo (alias Yonam) als „Lucky Chemical Industrial Co.“ gegründet. Das erste Produkt des Unternehmens war ein Kosmetikartikel, „Lucky Cream“. Als In-hwoi Koo für seine Cremes einen günstigen Verpackungsaufsatz herstellen wollte, begann er kurzerhand mit der Produktion von Kunststoff. Später folgten Kämme, Seifenbecher, Zahnbürsten und Tischwaren. 1958 wurde die „GoldStar Inc.“ gegründet, die ein Jahr später das erste koreanische Radio herstellte. Der heute bekannte Markenname ist eine Abkürzung des zwischenzeitlichen Firmennamens „Lucky GoldStar“, kurz LG.
Im Jahre 2005 spaltete sich die LG Group auf in die neue „LG Group“, die „GS Group“ und die „LS Group“. Um den „LG“-Markennamen zu verstärken, wurde ein neues Logo sowie der Werbeslogan Life's Good entwickelt, in dem die Buchstaben „LG“ stilisiert auftauchen.
Im Januar 2009 gelang es der LG Group, die Internetdomain LG.com zu kaufen. Seither steht sie auf der VB.com Internet Hall of Fame als eines der wenigen Weltunternehmen, die eine nur aus zwei Buchstaben bestehende Domain besitzen. Die Domain gehörte ursprünglich dem Architekturkonzern Lockwood Greene und zuletzt dem britischen Fußballer Andy Booth und kam 2009 durch eine der teuersten Domain-Transaktionen der Geschichte an den neuen Eigentümer.
Von 2000 bis 2018 meldete das Tochterunternehmen LG Electronics fast 3.000 Patente im Bereich Batterietechnik an und steht daran gemessen auf Platz drei.
Im Mai 2018 starb Koo Bon-moo, der viele Jahre die LG-Gruppe in der dritten Generation führte. Sein adoptierter Sohn Koo Gwang-mo (er adoptierte den ältesten Sohn seines jüngeren Bruders, weil sein einziger Sohn in jüngeren Jahren durch einen Autounfall ums Leben kam) rückte nach. Koo Gwang-mo war zum Zeitpunkt des Nachrückens gerade 40 Jahre alt.

## Daten zum Unternehmen
- Gründung: 1947 als Lucky Chemical Industrial Co. (heute LG Chem) in Südkorea
- Gesamtumsatz der Gruppe 2012: 145 Billionen Won
- Mitarbeiter: 226.000 weltweit (2015)

Zum Unternehmen LG Sports gehört heute auch der in Seoul ansässige Baseballclub LG Twins und das Basketballteam LG SAKERS in Changwon.

## Tochterunternehmen
| Geschäftsbereich                       | Unternehmen                                                               | Umsatz (2014) (in Bio. ₩)        |
| -------------------------------------- | ------------------------------------------------------------------------- | -------------------------------- |
| Holding                                | LG Corp.                                                                  | 09,870                           |
| Elektronik                             | LG Electronics LG Display LG Innotek Lusem Zenith Electronics Corporation | 59,040 26,460 6,470 ? 0?         |
| Chemie                                 | LG Chem LG Household & Health Care LG Hausys LG MMA                       | 22,580 4,680 0,430 ?             |
| Dienstleistungen und Telekommunikation | LG Uplus LG International Corp. LG CNS SERVEONE LG N-Sys LG Sports HS Ad  | 10,999 11,370 3,32 04,40 ? 0? 0? |

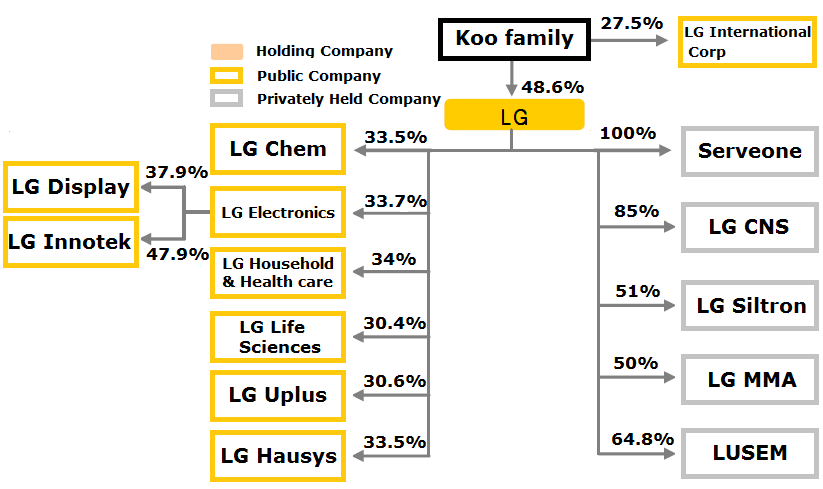
Übersicht über die Eigentumsverhältnisse

Im Januar 2017 wurden 51 % der Anteile der Tochterfirma LG Siltron an die SK Holding veräußert. Nach der Übernahme wurde das Unternehmen im August 2017 in SK Siltron Inc. umfirmiert.